# Стацона
Стацона је насеље у Италији у округу Комо, региону Ломбардија.
Према процени из 2011. у насељу је живело 634 становника. Насеље се налази на надморској висини од 517 м.